# Monanthotaxis angustifolia
Espèce
Synonymes
- Enneastemon angustifolius Exell[1]

Monanthotaxis angustifolia (Exell) Verdc. est une espèce de plantes à fleurs de la famille des Annonaceae et du genre Monanthotaxis, présente en Afrique tropicale.

## Description
C'est un arbrisseau (ou liane ligneuse) n'atteignant pas 2 m de hauteur.

## Distribution
Relativement rare, elle a été observée principalement au sud-est du Nigeria, également au sud-ouest du Cameroun.